# Haing S. Ngor
Haing Somnang Ngor, född 22 mars 1940 i Samrong Young i provinsen Takeo, Kambodja, död 25 februari 1996 (mördad) i Los Angeles, Kalifornien, var en kambodjansk-amerikansk skådespelare, författare och läkare.
Ngor växte upp i Kambodjas huvudstad Phnom Penh och utbildade sig till läkare. Efter fyra år under de röda khmerernas terrorvälde på 1970-talet lyckades han fly till USA. Ngor medverkade i Roland Joffés film Dödens fält och vann en Oscar för rollen som Dith Pran.
Ngor skrev sedan en bok om sina fasansfulla upplevelser i Kambodja, A Cambodian Odyssey (medförfattare: Roger Warner). Boken finns på svenska med titeln Liv på dödens fält: ett levnadsöde i Cambodja (1989).
Efter att på ett mirakulöst sätt ha överlevt terrorn i Kambodja sköts han till döds av ett gäng ligister på uppfarten utanför sitt hus i Los Angeles.

## Filmografi (urval)
- 1984 – Dödens fält
- 1986 – Eastern Condors
- 1993 – Stunder av lycka
- 1993 – Himmel och jord